# Lukanka
La lukanka  (in Bulgaro: луканка) è un salame bulgaro, tradizionalmente prodotto con carne suina.

## Caratteristiche
Il salume è piuttosto simile al sucuk, ma è spesso aromatizzato in modo più intenso. Il prodotto è semi-secco, con una forma cilindrica appiattita. L'interno ha una colorazione rosso-brunastra e la pelle è ricoperta in genere da una muffa biancastra. La mescolanza di carne magra finemente tritata e pezzettini di grasso dà al salume una consistenza granulosa. Tradizionalmente la carne utilizzata è quella di suino, a volte con l'aggiunta di carne di bufalo; il salame ottenuto viene lasciato asciugare per 40-50 giorni prima di essere consumato. Si serve finemente affettato oltre che come secondo anche come antipasto o per accompagnare l'aperitivo.

## Riconoscimenti
Il 31 luglio 2014 il Lukanka panagjurska (in bulgaro Луканка Панагюрска?) prodotto nella città di Panagjurište ha ottenuto il riconoscimento europeo di specialità tradizionale garantita (STG).
Per la preparazione può essere utilizzata la carne del suino nero dei Balcani orientali, una razza locale a rischio di estinzione riconosciuta come presidio Slow Food.